# Центральна бібліотека (Марганець)
Центра́льна міська́ бібліоте́ка — центральна бібліотека комунального закладу «Публічна бібліотека» Марганецької територіальної громади Нікопольського району Дніпропетровської області. Є інформаційно-методичним та бібліографічним центром для всіх бібліотек міста. Розташована в м. Марганці Дніпропетровської області (Україна).
Має філії:
| Назва філії | Адреса                            | П.І.П. завідувачки              | Інтернет-представництво                |
| --- | --------------------------------- | ------------------------------- | -------------------------------------- |
| бібліотека-філія №1 (для дітей)                                                                                          | вул. Садова, 1                    | Подобєдова Юлія Олександрівна   | блог "Книжковий дім по вулиці Садовій" |
| бібліотека-філія №2, що обслуговує с. Городище                                                                           | вул. Історична,37                 | Шаповал Ірина Олексіївна        | немає                                  |
| сільська бібліотека-філія №3, що обслуговує мешканців сіл Новокиївка, Добра Надія, а також Вільне, Новокам’янка, Іллінка | с. Новокиївка, вул. Центральна, 1 | Кучугурна Наталія Олександрівна | немає                                  |

## Історія
Дату відкриття бібліотеки немає можливості встановити через відсутність документів за 1938-1941 рр. Але визначено, що в 1944 році бібліотека вже існувала. Тому відлік свого існування бібліотека веде від 1944 року.

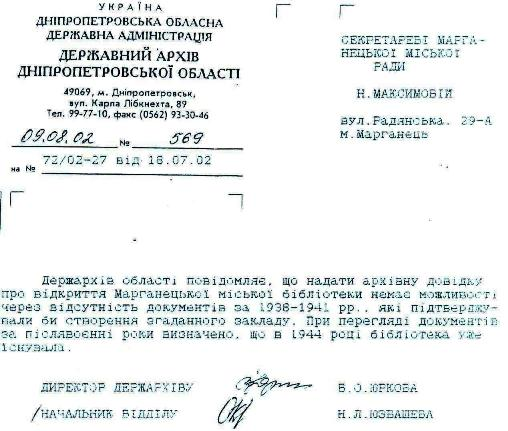
Документ з Дніпропетровського обласного державного архіву.

В 1944 році марганчани приносили книги, брошури, плакати, листівки, газети та журнали. в будівлю по вул. Єдності (колишня Радянська) (центр міста), де знаходилася їдальня.
В 1960 році бібліотека переїхала в нове приміщення (481м2), що розташовано на першому поверсі житлового будинку по вул. Палацовій, 1, де вона знаходиться і зараз.
Бібліотека обслуговувала населення 9 пересувками, у двох віддалених селищах працювали пункти видачі (Новоселівка, Закам’янка).
В 1973 р. бібліотекарі брали участь в республіканській читацькій молодіжній конференції «Чуття єдиної родини».
1 грудня 1979 року відбулася централізація: були поєднані міська бібліотека ім.М.Островського та міська бібліотека для дітей ім.А.Гайдара в Марганецьку міську централізовану бібліотечну систему (ЦБС).
У 1988 році на базі бібліотеки була створена літературно-художня студія «Боян», яка об’єднала літераторів, краєзнавців, дослідників м. Марганця.
У 1990 році відбулася деполітизація бібліотечної роботи з усіх напрямків.
Третього травня 1990 року в новому житловому масиві на Ворошилівці була відкрита бібліотека-філія №2 Марганецької міської ЦБС.
Бібліотекарі незалежної України впроваджують в практику роботи нові форми. Приділяють велику увагу відродженню української мови, літератури, культури, мистецтва.
З 1992 року бібліотеці відкрився клуб для дівчат-старшокласниць «Школа жіночої чарівності» (керівник В. В. Жданова).
З 1994 року на місцевому телеканалі «МСТ» (Марганецька студія телебачення) щомісячно виходила в світ передача «Телевізійна вітальня», яка розповідала марганчанам про творчих читачів бібліотеки ім.М.Островського (ведуча - директор ЦБС Л. В. Пономарьова).
В 1997 році на цьому ж каналі виходила передача «ХХ століття: література, культура, життя» (ведучий - завідувач методико-бібліографічного відділу В. М. Щоголєв).
Починаючи з 1998 року, бібліотека (як і вся ЦБС) щорічно відзначає 30 вересня Всеукраїнський день бібліотек.
З 1997 по 2011 рік бібліотека стала надавати платні послуги населенню міста.
В 2004 році (до 60-річчя з дня народження бібліотеки) побачила світ книга директора ЦБС Л.В.Пономарьової «Люди дела книжного». Книга в єдиному екземплярі і розповідає про людей, що працювали в бібліотеці з 1947 по 2004 роки.
За сприяння Володимира Харлантійовича Пугача, депутата Дніпропетровської обласної ради, центральна міська бібліотека ім.М.Островського придбала у грудні 2005 року 3 комп’ютери, принтер та сканер.
В 2006 році був відкритий Інтернет-центр (керівник – Ольга Забенько).
В 2006 році бібліотека видала книгу директора ЦБС Пономарьової Л.В. «Это наша с тобой судьба …» про історію бібліотеки-філії №2 Марганецької міської ЦБС.
Спільно з каналом «МСТ» зняли і показали фільм про Марганецьку міську ЦБС «Твое величество библиотека».
В 2011 р. створено офіційний вебсайт бібліотеки ім. М. Островського .
У 2012 р. створено віртуальну газету «Марганець бібліотечний».
У цьому році депутат Дніпропетровської обласної ради Кравченко Павло Олександрович подарував бібліотеці ноутбук, діапроєктор з екраном, що дозволило покращити якість масових заходів.
Суттєво змінилося в ЦМБ ім. М. Островського традиційне обслуговування користувачів. Відкрився кінозал для читачів, прес-кафе.
У 2012 році підтримуючи ініціативу Української бібліотечної асоціації, бібліотека ім. М. Островського долучилася до  щодо проведення громадських обговорень під назвою «Бібліотека нашої громади: сучасне і майбутнє», що проходили на Дніпропетровщині.
24 травня 2013 р. згідно з дорученням голови Дніпропетровської обласної державної адміністрації Д.В.Колєснікова від 13.02.2013 року відбулося відкриття Центру слов’янської писемності та культури на базі бібліотеки ім. М. Островського.
В 2013 р. вперше проведено кінолекторій. Він був присвячений був присвячений 69-ій річниці визволення України від німецьких окупантів.
В цьому році вперше в Марганці відбулося відкриття «Книжкового подвір’ячка», присвяченого 75-річчю міста.
З 2013 року щорічно бібліотека ім. М. Островського представляє під час святкування Дня міста Марганця нестандартні виставки, що експонуються на площі Гірницької Слави.
У вересні 2013 року літературно-художня студія "Боян" була перейменована в Марганецьке міське літературне об'єднання "Віра", яке очолив Анатолій Олексійович Антоненко.
В 2013 р. бібліотеки Марганецької міської ЦБС виграли в 4 раунді програми «Бібліоміст», написавши проєкт «Бібліотека - доступний Інтернет для тебе». В бібліотеці ім. М. Островського було встановлено 5 комп’ютерів з супутнім обладнанням для користування марганчанами вільно та безкоштовно. Відділом культури виконкому Марганецької міської ради були придбані спеціальні комп’ютерні столи, стільці, проведена вся підготовча робота для прийому комп’ютерів.
25 листопада 2013 р. в центральній міській бібліотеці ім.М.Островського святково і урочисто відбулося відкриття Центру вільного доступу до Інтернету.
В 2016 р. в бібліотеці ім. М. Островського відкрився Пункт європейської інформації "Все про Європу" (координатор - О. В. Забенько).
Наприкінці 2016 року на базі центральної міської бібліотеки ім. М. Островського створено клуб "Магія творчості" (керівник - О. В. Рак).

### Завідувачі бібліотеки
- 1947 – 1951 рр.  – Кудряшова Ніна Михайлівна.
- 1951 – 1957рр. -  Чабаненко Олександр Йосипович.
- 1957 - 1962 рр. - Мунтян Анна Григорівна.
- 1962 - 1989 рр. - Гайдар Лідія Іванівна.
- 1989  - 2021 рр. - Пономарьова Лідія Віталіївна.
- З 24 серпня 2021 року бібліотеку очолила Забенько Ольга Валентинівна.

## Структура
- абонемент для дорослих,
- абонемент для юнацтва,
- читальний зал,
- Інтернет-центр.

## Сучасність
Марганецька центральна бібліотека - це інформаційний, культурний, краєзнавчий, дозвіллєвий центр. Має безліч ресурсів для робочих та повсякденних справ і дозвілля
всієї родини. Це також місце, де можна поспілкуватися з друзями, провести ділову зустріч, взяти участь у масових заходах для всіх категорій користувачів.

### Фонд бібліотеки
Фонд бібліотеки має універсальний характери. Переважна кількість видань українською мовою, багато літератури російською мовою. Наявні видання іншими мовами. Книжковий фонд становить близько 37 тисяч примірників. Бібліотека передплачує журнали і газети.
В березні 2016 року створено електронний каталог бібліотеки. Він доступний on-line на вебсайті Дніпропетровської обласної універсальної наукової бібліотеки.

### Послуги бібліотеки
Бібліотека надає такі послуги:
- користування друкованими та електронними виданнями,
- книжкові виставки, відкриті перегляди літератури,
- індивідуальне та групове інформування,
- тематичний підбір інформації,
- замовлення видань по міжбібліотечному абонементу (МБА),
- доступ громадян до офіційної інформації,
- надання інформації з питань європейської інтеграції,
- безкоштовний доступ в Інтернет,
- доступ до електронного каталогу бібліотеки,
- консультація в пошуку інформації в Інтернеті,
- сканування документів,
- створення електронних документів на комп'ютері,
- запис інформації на електронні носії,
- скайп-спілкування,
- вебінари,
- масові заходи, в тому числі екскурсії по бібліотеці,
- надання довідок,
- «Віртуальна довідка» для віддалених користувачів,
- зона Wi-Fi,
- реєстрація дозволів для переміщення осіб в районі проведення АТО,
- доступ до порталу державних послуг IGov;
- подати електронну петицію в рамках Єдиної системи місцевих петицій,
- розвиток бізнесу через Інтернет,
- оплата комунальних послуг,
- покупка товарів on-line,
- замовлення авіа, автобусних та залізничних квитків,
- реєстрація на ЗНО,
- розміщення в Інтернеті оголошень,
- спілкування в соціальних мережах.

Для користувачів працюють:
- Пункт доступу до громадян до офіційної інформації,
- Пункт європейської інформації «Все про Європу»,
- Центр слов’янської писемності і культури,
- Центр вільного доступу до Інтернету,
- міжбібліотечний абонемент (МБА),
- кінозал,
- Марганецьке міське літературне об’єднання «Віра»,
- клуб для дівчат-старшокласниць «Школа жіночої чарівності»,
- клуб рукоділля «Магія творчості».

### Пункт європейської інформації "Все про Європу"
Центральна міська бібліотека стала однією з бібліотек-переможниць конкурсу на участь у проєкті Української бібліотечної асоціації «Все про Європу: читай, слухай, дізнавайся в пунктах європейської інформації в бібліотеках» за підтримки Європейського Союзу (програма «Еразмус +»). В лютому 2016 в бібліотеці відкрився Пункт євроінформації (ПЄІ) "Все про Європу" для надання інформаційно-просвітницьких послуг мешканцям марганецької громади задля підвищення поінформованості марганчан з питань європейської інтеграції.
Пункт європейської інформації "Все про Європу":
- збирає, зберігає, обробляє та презентує матеріали з питань європейської інтеграції;
- забезпечує доступ до друкованих та електронних видань європейської тематики з фондів Марганецької центральної міської бібліотеки ім. М. Островського;
- надає в користування в ПЄІ "Все про Європу" електронний зчитувальний пристрій Роскеt Book з інформаційними матеріалами про ЄС;
- на блозі Пункту європейської інформації "Все про Європу", вебсайті бібліотеки ім. М. Островського та інших віртуальних ресурсах розміщує матеріали про Європу, країни ЄС, політику України на шляху євроінтеграції та подібне;
- надає довідки та консультації з питань європейської інтеграції;
- готує та розповсюджує інформаційні матеріали;
- здійснює інформаційне забезпечення зацікавлених установ, громадських організацій, органів державної влади, ЗМІ та ін.;
- проводить різноманітні заходи масової популяризації окресленого кола питань в бібліотеці та поза її межами;
- надає бібліо- та вебліографічні матеріали з питань євроінтеграції[10].